# Рішучість
Рішу́чість — це вольова якість, яка характеризується вчасним ухваленням і виконанням рішення у значущій для людини ситуації, тобто в ситуації, коли ухвалення невдалого рішення може призвести до неприємних наслідків для самої людини або для її оточення. [1]

### Огляд проблеми рішучості
За Ільїним, рішучість проявляється у двох ситуаціях ухвалення рішення: робити — не робити і готовий — не готовий (коли наперед відомо, що робити треба). В основі рішучості лежить вольове зусилля, спрямоване на подолання наявних сумнівів, припинення коливань. [1,2]
За Богословським, рішучість — це властивість особистості, що виявляється у швидкому і продуманому виборі цілі та способів її досягнення.
Платонов та Голубєв визначають рішучість як здатність швидко оцінювати обставини й ухвалювати рішення, причому, ухваливши їх, вже не вагатися, а діяти. На думку Ільїна, така характеристика рішучості як швидкість ухвалення рішення має значення лише в ситуаціях, коли час відведений на ухвалення й виконання рішення є жорстко обмеженим, оскільки швидко ухвалене рішення не завжди буває оптимальним. [1]

### Психофізіологічні основи рішучості та її патологія
Згідно з дослідженнями Петяйкіна, високий ступінь рішучості обумовлюється рухливістю збудження і переважанням збудження по «зовнішньому» і «внутрішньому» балансу нервових процесів, а в небезпечній ситуації — і сильною нервовою системою. Крім того, високий ступінь рішучості відзначається в осіб з низьким рівнем нейротизму. [1,3]
При патології рішучості (психастенія) спостерігаються наступні симптоми: нерішучість, нездатність швидко ухвалити рішення й керуватися ним. Цю нерішучість супроводжують помисливість, нав'язливе мудрування, нав'язливі страхи, іпохондрія. Остання група симптомів часто пов'язується вченими із дефектом функцій лобних долей кори лівої півкулі. [3, 4]

### Розвиток рішучості
Основним шляхом розвитку рішучості є тренування з багаторазовим повторенням проблемних ситуацій, тобто таких, коли необхідно ухвалити рішення в умовах вибору, при нестачі інформації і т. ін. Сприяє розвитку рішучості й виконання «небезпечних вправ», наприклад тих, які використовуються для розвитку сміливості.
Розвитку рішучості сприяє створення змагальної обстави. Однак, варто зауважити, що занадто висока значущість дій і відповідальність можуть ситуативно знизити рівень рішучості. Тут діє прояв закону Єркса-Додсона, згідно з яким підвищення сили мотиву стимулює діяльність, але надмірна сила мотиву погіршує її.
Підвищенню рішучості сприяє впевненість у своїх силах, що виникає в міру заволодіння навичками необхідними для розв'язання поставленої задачі. Для якнайшвидшого виникнення такого стану і зняття страху на перших етапах освоєння нової діяльності доцільно давати посильні завдання і надавати допомогу. [1,2]